# HD 104985 b
HD 104985 b, nomeado de Meztli, é um planeta extrassolar orbitando a estrela HD 104985 a uma distância de 0.78 UA, completando uma revolução em 198 dias. Trata-se definitivamente de um gigante gasoso, devido à sua massa que é 61/3 vezes maior que a de Júpiter.